# Romanos I Lekapenos
Romanos I Lekapenos hoặc Lakapenos (tiếng Hy Lạp: Ρωμανός Α΄ Λακαπηνός, Rōmanos I Lakapēnos; khoảng 870 – 15 tháng 6, 948), Latinh hóa thành Romanus I Lecapenus, là một người Armenia trở thành tư lệnh hải quân Đông La Mã và lên làm Hoàng đế Đông La Mã từ năm 920 cho đến khi ông thoái vị vào ngày 16 tháng 12 năm 944.

## Gốc gác
Romanos Lekapenos, sinh trưởng tại Lakape (Laqabin) giữa miền Melitene và Samosata (do đó mới có cái tên này), là con trai của một nông dân Armenia với cái tên đáng chú ý Theophylact Khó chịu (Asbastaktos). Theophylact hồi còn đi lính đã từng cứu giúp Hoàng đế Basileios I thoát khỏi vòng tay kẻ địch trong trận chiến tại Tephrike và được tưởng thưởng bằng một chức vụ trong đội Cấm vệ quân.
Dù không được giáo dục tới nơi tới chốn (mà chàng rể Konstantinos VII sau này thường hay chế giễu), Romanos vẫn thăng tiến đều đều trong hàng ngũ quân đội dưới thời hoàng đế Leon VI. Năm 911 ông là tướng hải quân thema xứ Samos và về sau chuyển sang làm đô đốc một hạm đội (droungarios tou ploimou). Nhờ đó mà ông được triều đình yêu cầu tham gia vào các chiến dịch chinh phạt người Bulgaria trên sông Danube vào năm 917, nhưng lại không có khả năng thực hiện sứ mệnh này. Trước thất bại thảm hại của quân Đông La Mã với người Bulgaria trong trận Acheloos năm 917, Romanos đi thuyền tới Constantinopolis, nơi ông từng bước lấn lướt chế độ nhiếp chính mất uy tín của Nữ hoàng Zoe Karvounopsina và sủng thần của bà là Leon Phokas.

## Nắm quyền

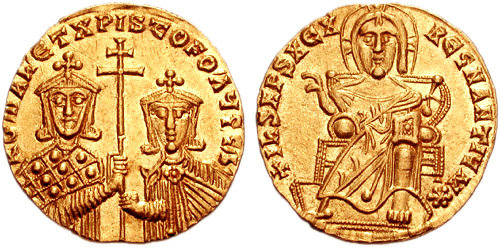
Đồng xu vàng solidus của Romanos I với người con cả Christophoros Lekapenos

Ngày 25 tháng 3 năm 919, nắm giữ vai trò chỉ huy trưởng hạm đội, Lekapenos đã đánh chiếm Cung điện Boukoleon và kiểm soát toàn bộ chính quyền. Lúc đầu, ông được phong là magistros và megas hetaireiarches, nhưng đã nhanh chóng củng cố địa vị của mình: vào tháng 4 năm 919 ông đem con gái mình là Helena gả cho Konstantinos VII, và Lekapenos nhận tước hiệu mới basileopator; vào ngày 24 tháng 9 ông được phong làm Caesar; tới ngày 17 tháng 12 năm 919 Romanos Lekapenos đã lên ngôi hoàng đế lớn.
Trong những năm tiếp theo Romanos đã làm lễ đăng quang cho mấy người con làm đồng hoàng đế, Christophoros năm 921, Stephenos và Konstantinos vào năm 924, dù trong thời gian này, Konstantinos VII được coi là có thứ bậc trên hết chỉ sau Romanos. Đáng chú ý là khi ông bỏ mặc không đả động gì đến Konstantinos, thì người đời gọi ông là "kẻ tiếm vị danh giá". Romanos củng cố vị trí của mình bằng cách gả mấy cô con gái của mình cho các thành viên của những danh gia vọng tộc Argyros và Mouseles, bằng cách cất nhắc vị thượng phụ bị phế truất Nicholas Mystikos, và bằng cách đặt dấu chấm hết cho cuộc xung đột với Giáo hoàng qua bốn cuộc hôn nhân của Hoàng đế Leon VI. Ngay khi vừa lên ngôi, Romanos đã chứng kiến một số âm mưu lật đổ ông, dẫn đến việc bãi miễn liên tiếp mấy chức quan paradynasteuontes đầu tiên là Ioannes Rhaiktoros và Ioannes Mystikos. Từ năm 925 và cho đến khi kết thúc triều đại, chức vụ này đã bị quan thị vệ Theophanes chiếm lấy.

## Triều đại

### Chiến tranh và hòa bình với Bulgaria
Thách thức lớn đầu tiên mà vị tân hoàng đế phải đối mặt chính là cuộc chiến tranh với Bulgaria, vốn đã âm ỉ dưới thời kỳ nhiếp chính của Zoe. Sự gia tăng quyền lực của Romanos đã tước mất các kế hoạch của Simeon I xứ Bulgaria nhằm làm thông gia với Konstantinos VII, và Romanos đã nhất quyết từ chối sự nhượng bộ trái lòng về việc triều đình công nhận Simeon, vốn đã lật đổ hai chính phủ của thiên triều. Do đó, bốn năm đầu tiên của triều đại Romanos chìm đắm trong cuộc chiến tranh chống lại Bulgaria. Mặc dù Simeon nhìn chung cao tay hơn, ông không thể để đạt được một lợi thế quyết định vì không chiếm được các bức tường thành của Constantinopolis. Năm 924, khi Simeon một lần nữa lại phong tỏa thủ đô trên đất liền, Romanos đã thành công trong việc mở các cuộc đàm phán. Đón tiếp riêng Simeon tại Kosmidion, Romanos chỉ trích thái độ coi thường của Simeon đối với truyền thống và tình huynh đệ đức tin Chính Thống giáo và khiến cho ông ta phải thẹn với lòng mình vào các điều khoản và chấm dứt cuộc vây hãm. Mối quan hệ sau đó bị hoen ố bởi sự tranh cãi liên tiếp về danh hiệu (Simeon tự xưng là Hoàng đế của người La Mã), nhưng hòa bình đã được vãn hồi một cách hiệu quả.

Sau cái chết của Simeon vào tháng 5 năm 927, vị hoàng đế mới của Bulgaria là Peter I đã biểu dương lực lượng bằng cách xâm nhập Thracia, nhưng ông cũng tỏ vẻ sẵn sàng đàm phán vì một nền hòa bình lâu dài hơn. Romanos chớp lấy thời cơ và đưa ra đề nghị một hôn ước kết tình thông gia giữa hai hoàng tộc của Byzantium và Bulgaria, đồng thời đổi mới liên minh Serbia-Đông La Mã với Časlav xứ Serbia, trao trả độc lập cùng một năm. Tháng 9 năm 927 Peter đặt chân đến kinh thành Constantinopolis và kết hôn với Maria (đổi tên thành Eirene, nghĩa là "Hòa bình"), con gái của trưởng nam và đồng hoàng đế Christophoros và do vậy cũng là cháu của Romanos. Nhân dịp này Christophoros nhận được địa vị ưu tiên trên cả ông anh rể Konstantinos VII, một cái gì đó nhằm dàn xếp sự oán giận của Konstantinos đối với Lekapenos, người Bulgaria và những cuộc hôn nhân của triều đình dành cho người ngoài (như tài liệu được dẫn chứng trong tác phẩm của ông có tựa đề De Administrando Imperio). Kể từ thời điểm này, chính phủ của Romanos coi như đã thoát khỏi cuộc đối đầu quân sự trực tiếp với Bulgaria. Mặc dù Byzantium mặc nhiên trợ giúp cho dân Serbia nổi dậy chống lại Bulgaria vào năm 931, và Bulgaria thì lại cho phép người Magyar băng qua lãnh thổ của họ quấy nhiễu các vùng đất thuộc quyền kiểm soát của Đông La Mã, Byzantium và Bulgaria vẫn yên ổn trong suốt 40 năm, cho đến khi Sviatoslav kéo quân xâm lược Bulgaria.

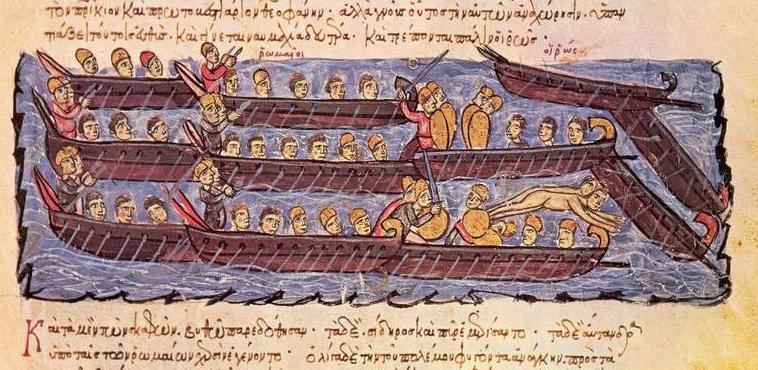
Hạm đội hải quân Đông La Mã dưới quyền Theophanes đẩy lui một cuộc tấn công của người Rus vào năm 941. Bức tiểu họa lấy từ quyển Madrid Skylitzes.

### Chinh chiến phía Đông

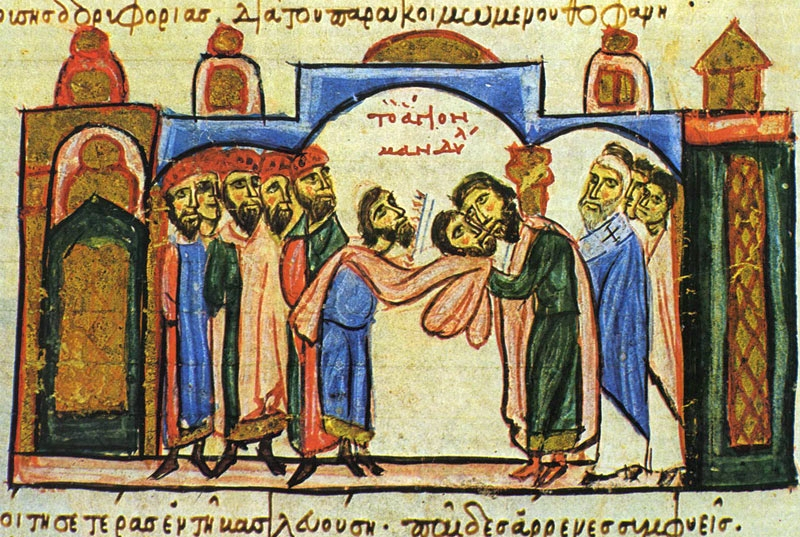
Nguòi dân Edessa giao nộp di vật Holy Mandylion cho người Đông La Mã, năm 944

Romanos đã bổ nhiệm viên tướng lỗi lạc Ioannes Kourkouas chỉ huy đạo quân (domestikos ton scholon) ở phía Đông. Ioannes Kourkouas dẹp tan một cuộc nổi loạn tại thema Chaldia và can thiệp vào Armenia trong năm 924. Từ năm 926 Kourkouas tung lực lượng tràn qua biên giới phía đông thảo phạt vương triều Abbas và chư hầu của họ, và đã giành được một chiến thắng quan trọng tại Melitene vào năm 934. Việc đánh chiếm thành phố này thường được xem là sự phục hồi lãnh thổ Đông La Mã chính yếu đầu tiên khỏi tay người Hồi giáo.
Năm 941, trong khi hầu hết đội quân dưới quyền Kourkouas đang mải mê chinh chiến ở phía Đông, một hạm đội 15 tàu cũ dưới quyền protovestiarios Theophanes phải bảo vệ Constantinopolis để ngăn ngừa một cuộc đột kích của Kiev. Những kẻ xâm lược bị đánh bại trên biển nhờ quân Đông La Mã sử dụng ngọn lửa Hy Lạp và một lần nữa trên đất liền, khi họ đổ bộ lên xứ Bithynia, bởi đội quân trở về dưới sự chỉ huy của Kourkouas. Năm 944 Romanos ký một hiệp ước với Vương công Igor của Kiev. Cuộc khủng hoảng này dần trôi qua, Kourkouas được tự do trở về biên giới phía Đông.
Năm 943 Kourkouas đưa quân xâm chiếm miền bắc Lưỡng Hà và bao vây thành phố quan trọng Edessa vào năm 944. Cái giá cho sự rút quân là Kourkouas đã thu về một trong những di vật được đánh giá cao nhất của Byzantium, mandylion, tấm vải thánh được cho là do Chúa Giêsu gửi tặng vua Abgar V xứ Edessa. Ioannes Kourkouas dù được một số người đương thời xưng tụng như "một Trajanus hoặc Belisarius thứ hai", vẫn bị hoàng đế bãi chức vì để mất Lekapenoi vào năm 945. Tuy vậy, các chiến dịch của ông ở phía Đông đã mở đường cho các cuộc tái chinh phục thậm chí còn ấn tượng hơn ở giữa và nửa sau của thế kỷ 10.

### Chính sách đối nội

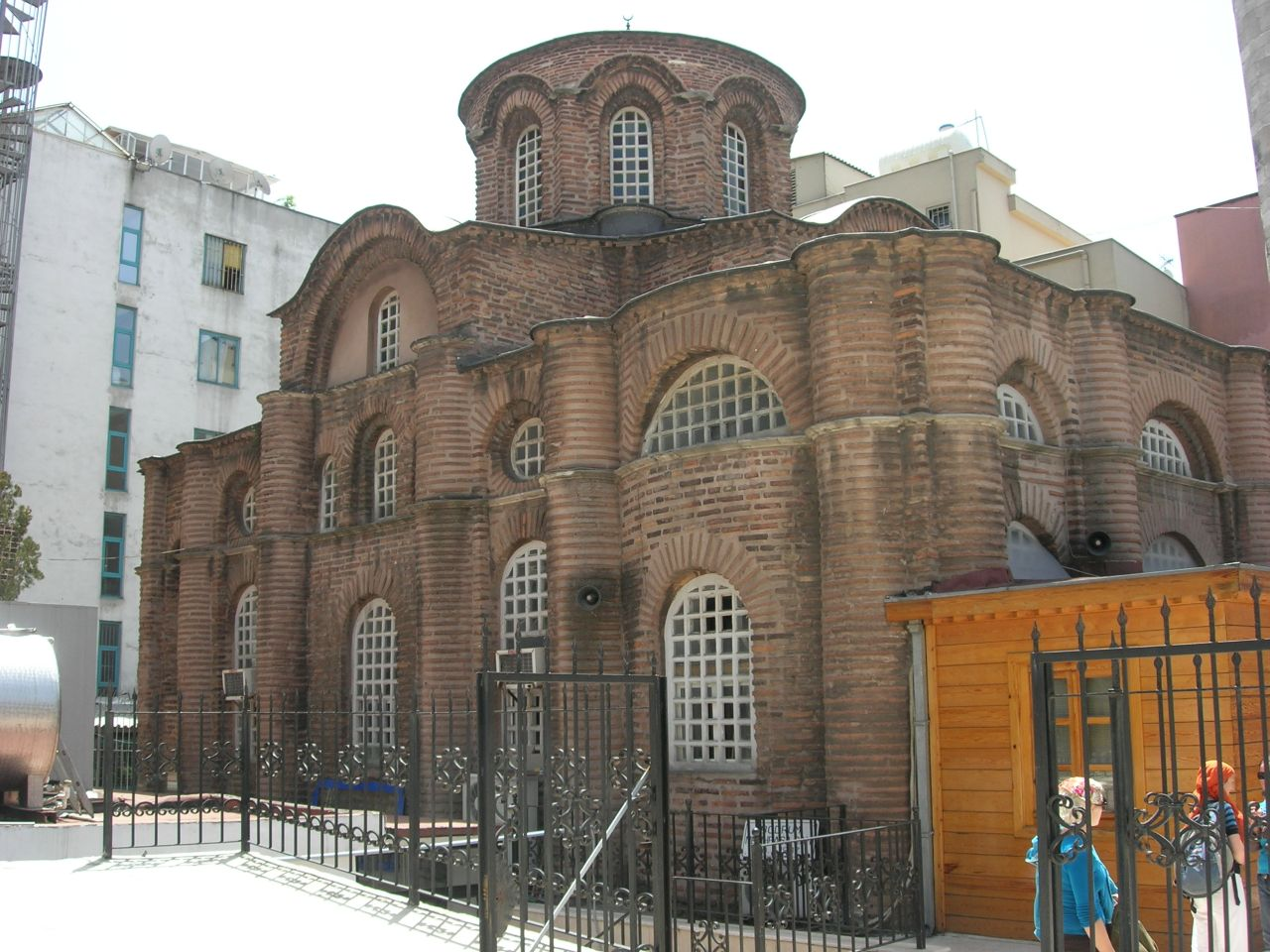
Điện thờ tại Myrelaion, do Romanos I dựng lên làm đền thờ họ tộc vào năm 922.

Romanos I Lekapenos cố gắng củng cố đế chế Đông La Mã bằng cách tìm kiếm hòa bình ở khắp mọi nơi có thể chẳng hạn những mối giao thiệp của ông với Bulgaria và Rus Kiev như mô tả ở trên. Nhằm bảo vệ miền Thracia thoát khỏi các cuộc xâm nhập của người Magyar (như vụ việc xảy ra vào năm 934 và 943), Romanos trả tiền để đổi lấy sự bảo vệ của họ và theo đuổi những động thái ngoại giao vụ lợi. Người Khazar là đồng minh của Đông La Mã cho đến triều đại của Romanos, khi ông bắt đầu bức hại người Do Thái trong toàn bờ cõi đế chế. Theo Bức thư Schechter, nhà lãnh đạo Khazar là Joseph đã phản ứng về vụ đàn áp của người Do Thái bằng cách "làm như vậy với nhiều tín đồ Kitô giáo", và Romanos bèn trả đũa bằng cách kích động Oleg của Novgorod (gọi là Helgu trong thư) chống lại Khazaria.
Tương tự như vậy, Romanos tái lập hòa bình trong giáo hội và vượt qua được những xung đột mới phát sinh giữa Roma và Constantinopolis bằng việc ban bố Đạo luật Hợp nhất Tomos vào năm 920. Năm 933 Romanos đã tận dụng ngôi vị thượng phụ đang khuyết chỗ để phong cho người con út là Theophylaktos làm thượng phụ Constantinopolis. Vị thượng phụ mới này không có chút tiếng tăm nào về lòng mộ đạo và tài sản của giáo hội nhưng ông có thêm thắt vẻ màu mè vào lễ thức của Đông La Mã và là một kẻ say mê chăn ngựa, bị cáo buộc buông bỏ lễ misa chỉ để săn sóc một trong bầy ngựa cái yêu thích của mình ngay khi nó vừa chào đời.
Romanos đã hoạt động tích cực trong vai trò là nhà lập pháp về việc ban hành một loạt các đạo luật để bảo vệ địa chủ nhỏ tránh khỏi bị bất động sản của giới quý tộc sở hữu đất (dynatoi) nuốt chửng. Việc cải cách quyền lập pháp có thể đã lấy cảm hứng từ một phần do khó khăn gây nên bởi nạn đói năm 927 và các cuộc nổi dậy nho nhỏ tiếp theo của Basileios Tay Đồng. Hoàng đế cũng tìm đủ mọi cách gia tăng các loại thuế đánh vào tầng lớp quý tộc và kiến thiết một quốc gia đặt trên nền tảng tài chính an toàn hơn. Romanos còn có thể trấn áp hữu hiệu các cuộc nổi dậy ở một số tỉnh của đế quốc, đáng chú ý nhất là tại Chaldia, Peloponnesus và miền Nam nước Ý. Tại kinh thành Constantinopolis, ông cho xây dựng cung điện của mình ở nơi gọi là Myrelaion, gần vùng Biển Marmara. Bên cạnh đó ông còn kiến tạo một ngôi đã trở thành ví dụ đầu tiên về một nhà thờ chôn cất tư nhân của một hoàng đế Đông La Mã. Hơn nữa, ông còn dựng lên một tiểu giáo đường hiến dâng lên Chúa Kitô Chalkites gần Cổng Chalke, cổng vào đồ sộ dẫn tới Cung điện lớn.

### Kết thúc triều đại
Thời kỳ sau cùng của Romanos được đánh dấu bằng sự chú tâm cao độ của vị hoàng đế già nua về quyền phán xử thiêng liêng và ý thức tội lỗi ngày càng tăng đối với vai trò của ông trong việc soán đoạt ngôi vị từ tay Konstantinos VII. Lo sợ rằng Romanos sẽ cho phép Konstantinos VII kế vị ngai vàng thay vì họ, hai người con út là Stephenos và Konstantinos đã bắt giam cha mình vào tháng 12 năm 944, mang ông ra đến quần đảo Hoàng tử và ép buộc ông phải trở thành một tu sĩ. Khi họ đe dọa đến địa vị của Konstantinos VII, dân chúng Constantinopolis bèn dấy loạn, Stephenos và Konstantinos cùng chịu chung số phận khi bị tước hết quyền hành và lưu đày đến chỗ phụ hoàng. Romanos mất vào tháng 6 năm 948, và được chôn cất như các thành viên khác của gia tộc tại nhà thờ Myrelaion. Đã sống quá lâu dưới mối đe dọa liên tục sẽ bị phế truất của dòng họ Lekapenoi, Konstantinos VII tỏ ra cực kỳ căm ghét họ. Trong quyển sổ tay De Administrando Imperio được ông biên soạn dành cho con và người thừa kế của mình là Romanos II, ông không tiếc lời sỉ vả người cha vợ gần đây: "Đức ông Hoàng đế Romanos là một thằng ngốc và là kẻ mù chữ, chẳng được dạy dỗ về cách ứng xử khuôn phép, không theo đúng phong tục tập quán La Mã ngay từ đầu, cũng chẳng có gốc gác cao quý nào cả, và do đó khi làm bất cứ việc gì đều trông phần khiếm nhã và độc đoán hơn... về niềm tin của ông thì thô kệch, cố chấp, không biết cái nào là tốt và không muốn tuân theo những gì là đúng đắn và phù hợp."

## Gia đình
Romanos có với Hoàng hậu Theodora (mất năm 922) sáu người con gồm:
- Christophoros Lakapenos, đồng hoàng đế từ năm 921 đến 931, kết hôn với Augusta Sophia và là cha của Maria (sau đổi tên thành Irene), kết hôn với hoàng đế Peter I của Bulgaria; con của Christopher là Mikhael Lekapenos có thể đã được ông nội tấn phong làm đồng hoàng đế.
- Stephenos Lekapenos, đồng hoàng đế từ năm 924 đến 945, mất năm 967.
- Konstantinos Lekapenos, đồng hoàng đế từ năm 924 đến 945, mất năm 946.
- Theophylaktos Lekapenos, thượng phụ Constantinopolis từ năm 933 đến 956.
- Helena Lekapene, kết hôn với Hoàng đế Konstantinos VII.
- Agatha Lekapene, kết hôn với Romanos Argyros; cháu nội của họ là Hoàng đế Romanos III.

Romanos còn có một đứa con trai ngoài giá thú là thái giám Basileios vẫn duy trì ảnh hưởng trong triều, đặc biệt là trong giai đoạn 976–985.